# Idionyx corona
Idionyx corona – gatunek ważki z rodziny Synthemistidae. Endemit Ghatów Zachodnich (południowo-zachodnie Indie).